# Before and After Science
| Recensione       | Giudizio   |
| ---------------- | ---------- |
| AllMusic         |            |
| Blender          |            |
| Robert Christgau | A−         |
| Crawdaddy!       | favorevole |
| Down Beat        | favorevole |
| Pitchfork        | 7.7/10     |
| PopMatters       | favorevole |
| Rolling Stone    | favorevole |
| Spin             | 9/10       |
| Stylus Magazine  | favorevole |

Before and After Science è un album in studio del musicista britannico Brian Eno. Prodotto da Eno e Rhett Davies, è stato originariamente pubblicato dalla Polydor Records nel dicembre 1977.
Before and After Science è meno sperimentale rispetto ai precedenti Another Green World e Discreet Music, poiché contiene tracce più accessibili e tipicamente pop. Inoltre, è l'ultimo del musicista a contenere pezzi di questo genere, poiché in seguito si dedicherà totalmente alla produzione di composizioni, ambient, New Age e da installazione.
Esemplificativo del valore (anche) commerciale il disco, la canzone King's Lead Hat (anagramma di Talking Heads, gruppo a cui il brano è dedicato) venne pubblicata come singolo nel gennaio del 1978.

## Genesi
A differenza dei precedenti album di Eno, registrati in modo rapido, Before and After Science richiese oltre due anni tra le sedute in sala di incisione e le successive manipolazioni audio in fase di post-produzione. 
Nel corso di quest'arco di tempo, l'autore fu spesso occupato a lavorare sulle proprie sperimentazioni ambient degli album Music for Films e Discreet Music, ma spinto dalle positive critiche che stava riscuotendo Another Green World, in cui l'aspetto ambient era sfumato da parti melodiche, accantonò questi progetti e si concentrò sulla produzione di un album di più facile ascolto.
Come da tradizione chiese la collaborazione di musicisti illustri, tra cui gruppi tedeschi e inglesi che non lo conoscevano. Una delle prime persone che contattò fu l'amico Fred Frith, «eccitato dalle possibilità timbriche che quest'ultimo aveva scoperto». Fu così che Frith acconsentì, suonando la chitarra in Energy Fools The Magician e Through Hollow Lands.
Jaki Liebezeit del gruppo tedesco Can suonò la batteria in Backwater mentre l'altra band tedesca dei Cluster con cui Eno avrebbe inciso Cluster & Eno pubblicato nel 1977, arrangiò e co-scrisse By This River. Come session man parteciparono Dave Mattacks dei Fairport Convention, alle percussioni in Kurt's Rejoinder e Here He Comes, e Andy Fraser del gruppo blues-rock Free, che suonò la batteria in King's Lead Hat.
Gli artisti che avevano invece già collaborato con Eno alla registrazione di altri suoi album furono: membri dei Roxy Music, Percy Jones dei Brand X, Phil Collins dei Brand X e Genesis (che suonarono rispettivamente il basso e la batteria), Robert Fripp dei King Crimson, Paul Rudolph degli Hawkwind, Bill MacCormick e Phil Manzanera dei Quiet Sun e Robert Wyatt (che partecipò sotto lo pseudonimo di "Shirley Williams", venendo accreditato per il "tempo" e i "timbales suonati con le spazzole" in Through Lands Hollow e Kurt's Rejoinder). Di rilievo il contributo al gong in No One Receiving di Rhett Davies, all'esordio nella veste di strumentista, che fu anche fonico del suono e co-produttore come spesso è accaduto nei lavori di Eno.
Insieme a questi artisti e aiutandosi con le carte delle Strategie Oblique, il compositore inglese scrisse in due anni circa 100 canzoni, tra le quali per Before and After Science ne vennero scelte 10.

## Stile e analisi
Jim DeRogatis, autore di "Turn On Your Mind: Four Decades of Great Psychedelic Rock", ha descritto il suono di Before and After Science come «la più fredda e cinica delle creazioni pop di Eno», mentre David Ross Smith nel database di All Music Guide ha scritto che «Nonostante il formato pop dell'album, il suono è unico e vaga randagio lontano dal mainstream».
I brani sono distribuiti con omogeneità nell'album e divisi in due tronchi: il primo (lato A nel vinile/ canzoni dalla 1 alla 5 in cassetta e CD) contiene i brani pop:
- No One Receiving: La canzone di apertura si caratterizza per la sua allegria intrinseca e per le sue sonorità meccaniche. Eno inizialmente registrò la sua voce che intonava la melodia (e i versi) al contrario e poi quando è stato il momento di inserirla sulla base musicale venne rovesciata.
- Backwater: Il pezzo ha una lirica non-sense e, musicalmente, è un'enorme progressione di strumenti, che raggiunge il culmine verso il finale, dove si riuniscono formando una specie di orchestra.
- Kurt's Rejoinder: Lo stile del brano è influenzato dal blues e dalla musica sperimentale. Il basso va quasi controtempo con il resto degli strumenti. Al centro della composizione si può udire un uomo che urla e fa versi vari, che è un campionamento preso dall'artista dada Kurt Schwitters mentre recita una propria poesia. Alla fine Eno recita uno strano scioglilingua ("Do the Do-si-do, do the Mirror Man, do the Boston Crab, do the Allemande") in cui cita un pugile (Boston Crab).

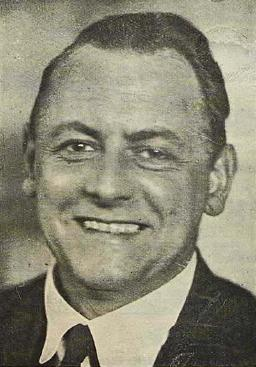
Kurt Schwitters

- Energy Fools the Magician: La composizione è la più breve dell'album (2:05), è stata composta da Eno e arrangiata da Percy Jones. È l'unico brano strumentale del disco insieme a Through Hollow Lands. L'atmosfera è cupa e misteriosa, al contrario dei precedenti brani, e preannuncia le sonorità della seconda metà del disco.
- King's Lead Hat: secondo il critico musicale Lester Bangs, il brano sottolinea «la capacità di Eno di unire sonorità new wave con i suoi ritmi meccanici e veloci». Il titolo è, come detto, un anagramma di Talking Heads. Il musicista inglese li incontrò dopo un concerto in Inghilterra, quando erano stati in tour con i Ramones e ne divenne subito uno stretto collaboratore, producendo gli album More Songs About Buildings and Food e Remain in Light.[10]

Le ultime cinque canzoni, che compongono il secondo troncone dell'album (il lato 2 nel vinile/ brani dal 6 al 10 nelle cassette e nei CD), sono l'opposto delle precedenti, più sperimentali e ambientali, dalle atmosfere quasi pastorali.
Al contrario della musica presente in Another Green World, che Eno definì come "Sky Music", questa venne soprannominata "Ocean Music". I riferimenti alle acque nei testi infatti appaiono in molti brani come Backwater, Here He Comes, Julie With..., By This River e Spider & I.
Inoltre lo scrittore Simon Reynolds osservò che questo segmento del disco è impregnato dei temi della noia e della beatitudine, citando a titolo di esempio Here He Comes, nella quale «un ragazzo sta cercando di sparire dal galleggiare della vita attraverso il cielo e attraverso un momento diverso», e Spider and I, in cui un uomo che guarda il cielo sogna di essere portato via con una nave.
Lo stile compositivo di Eno venne lodato per il suo «valido approccio non-sense». Influenzato dal poeta Kurt Schwitters, l'artista ha di fatto consapevolmente creato canzoni o testi non con l'obiettivo di comunicare qualcosa di concreto, ma con l'intento principale di fondere parole e musica creando paesaggi sonori particolari e non comuni. Ebbe questa opinione Tom Carson della rivista Rolling Stone, affermando che le liriche sono «solo variabili complementari» alla musica.

## Critica
Alla pubblicazione iniziale, l'album ricevette recensioni molto positive da parte della critica rock. Un giornalista della rivista Creem, Joe Fernbacher, ha chiamato Before and After "l'album perfetto di Eno", mentre Mitchell Schneider ha scritto una recensione positiva su Crawdaddy!, affermando che non riusciva a "ricordare l'ultima volta che ho avuto un album che avesse un tale potere su di me, e mi ha dato come un caso estremo di vertigini, troppe". In Down Beat, Russel Shaw scrisse che "[il disco] è un altro del genere fantastico, sorprendente e paralizzante di Brian Eno -i Pink Floyd sarebbero perfetti se si mettessero in collettivo con la sua mente". Tom Carson di Rolling Stone ha osservato che l'album "è meno accattivante rispetto sia a Taking Tiger Mountain (By Strategy) sia a Here Come the Warm Jets. Tuttavia, l'esecuzione qui è vicina alla perfezione, nonostante l'eclettismo di Eno. Gli stili diversi che ha impiegato si connettono brillantemente". Il critico Robert Christgau ha dato all'album un A-, affermando che "non gli piacevano le atmosfere cupe e riflessive di alcuni pezzi del lato B". Nel 1979, il disco è stato votato come uno dei migliori album dell'anno nel sondaggio del Village Voice Pazz & Jop.
Le recensioni moderne di Before and After Science continuano ad essere positive. David Ross Smith di AllMusic ha assegnato al disco il massimo punteggio di cinque stelle affermando "che si colloca accanto a Here Come the Warm Jets e Another Green World, il materiale più essenziale di Eno". Il webzine musicale Tiny Mix Tapes ha assegnato al disco la valutazione più alta, dicendo che "non è solo uno dei migliori album del catalogo di Eno, ma anche di quello degli anni 1970". Un altro webzine, Pitchfork, ha dato all'album una recensione positiva, ma meno entusiasta, descrivendolo come "Stella sterilizzata in cerca di carburante, che vanta solo King's Lead Hat per il mondo del pop, e il puro prog-jazz Energy Fools the Magician per il fuori-rock contingente". Dieci giorni dopo Pitchfork posta Before and After Science al numero 100 nella lista dei "Top 100 Albums of 1970", riferendosi ad esso come "bello, album affascinante, ma non formalmente innovativo. È spesso trascurato quando si parla dei grandi album di un'epoca in cui era romanzato e stra-premiato per la sua innovazione e progressione, e in particolare nel contesto della carriera di Eno, che è così pieno di entrambi"

## Pubblicazione
Before and After Science è stato pubblicato nel dicembre 1977 dalla Polydor nel Regno Unito e dalla Island negli Stati Uniti. La prima stampa dell'album comprendeva quattro litografie di Peter Schmidt. Sul retro dell'LP c'era scritto "Quattordici immagini " sotto il titolo. Questo probabilmente si riferiva alle dieci canzoni e alle quattro stampe, che erano "La strada verso il cratere", "Guarda settembre, un'occhiata a ottobre", "L'altra casa" e "Quattro anni".
L'album non entrò nelle classifiche nel Regno Unito, ma arrivò al secondo posto nella Billboard Top LPs & Tapes. Questa fu la seconda volta che un lavoro di Brian Eno riscosse successo in America; la prima fu Here Come the Warm Jets (posizione 171).

## Singolo
King's Lead Hat è stato remixato ed è stato pubblicato come singolo il gennaio del 1978 con il b-side RAF che è accreditato a "Eno & Snatch". Questo singolo non è riuscito a entrare in classifica.

## Ristampa
L'album è stato ristampato in formato CD dalla E.G. Records nel gennaio del 1987. Nel 2004, la Virgin Records ha iniziato la riemissione del disco in lotti da quattro e da cinque. La versione digipak rimasterizzata di prima è stata pubblicata il 31 maggio 2004 nel Regno Unito e il 1º giugno 2004 in Nord America.

## Tracce
Tutte le tracce sono state composte da Brian Eno, eccetto dove indicato.
1. No One Receiving – 3:51
2. Backwater – 3:43
3. Kurt's Rejoinder – 2:53
4. Energy Fools the Magician – 2:05 (Arrangiata da Eno e Percy Jones)
5. King's Lead Hat – 3:53
6. Here He Comes – 5:40
7. Julie With... – 6:20
8. By This River – 3:03 (Composta assieme a Dieter Moebius ed Hans-Joachim Roedelius)
9. Through Hollow Lands – 3:54 (Arrangiata da Eno e Fred Frith)
10. Spider And I – 4:08

## Musicisti
- Brian Eno: voce, sintetizzatori (Minimoog, EMS AKS Synthi, Yamaha CS-80), tastiere elettroniche, pianoforte, pianoforte sintetizzato, chitarra, percussioni, ottoni, "vibes", "metallics", campana
- Paul Rudolph: basso, chitarra ritmica, basso armonico
- Phil Collins: batteria
- Percy Jones: basso fretless, basso con ritardo analogico
- Rhett Davies: gong, basso
- Jaki Liebezeit: batteria
- Dave Mattacks: batteria
- Shirley Williams: "time", "brush timbales"
- Kurt Schwitters: voce in Kurt's Rejoinder
- Fred Frith: chitarra modificata, "cascade guitars"
- Andy Fraser: batteria
- Phil Manzanera: chitarra ritmica
- Robert Fripp: chitarra
- Hans-Joachim Roedelius: pianoforte, piano elettrico
- Dieter Moebius: bass fender piano
- Bill MacCormick: basso
- Brian Turrington: basso

## Produzione
- Peter Schmidt: litografie
- Rhett Davies: co-produttore, ingegnere del suono
- Ritva Saarikko: copertina
- Brian Eno: co-produttore, designer di copertina
- Conny Plank: ingegnere del suono
- Dave Hutchins: ingegnere del suono
- Cream: copertina

## Curiosità
- Eno voleva registrare Kings Lead Hat con i Talking Heads, a cui stilisticamente si rifà, ma la cosa non fu possibile. La canzone in questione venne anche rifatta dal vivo dagli Ultravox.
- Through Hollow Lands è dedicata a Harold Budd.
- By This River compare nel film di Nanni Moretti La stanza del figlio e nel film messicano di Alfonso Cuarón intitolato Y tu mamá también
- Martin Lee Gore dei Depeche Mode realizzò una cover di By This River che inserì nel suo album solista Counterfeit², pubblicato nel 2003